# Cebus kaapori
Il cebo Ka'Apor (Cebus kaapori Queiroz, 1992) è un primate platirrino della famiglia dei Cebidi.
Veniva un tempo considerato una sottospecie di Cebus olivaceus, ma attualmente si propende a classificare questa specie come a sé stante.
Vive in Brasile nord-orientale, sulla destra delle foci del fiume Tocantins.
Il pelo è color sabbia sul tronco, marrone sull'addome e bruno-rossiccio sugli arti, dove si scurisce fino a divenire nero sugli avambracci ed i polsi. Il pelo è inoltre nero anche sulla coda e sulla nuca, fino alla sommità del cranio dove forma una banda triangolare che si spinge fino alle sopracciglia: la faccia è ricoperta da pelo biancastro, via via più rado man mano che ci si avvicina al muso, che è rosato ed a volte chiazzato di nero.